# Vară și fum (film)
Vară și fum (titlul original: în engleză Summer and Smoke) este un film dramatic american, realizat în 1961 de regizorul Peter Glenville, după piesa omonimă din 1948 a dramaturgului Tennessee Williams, protagoniști fiind actorii Laurence Harvey, Geraldine Page, Rita Moreno și Una Merkel. 

## Conținut
Adaptare a dramei omonime de Tennessee Williams, a cărei acțiune este plasată într-un orășel din Mississippi. Alma, o tânără timidă dar foarte spirituală, a fost întotdeauna îndrăgostită de John Buchanan, un doctor de tip materialist care are ochi doar pentru Rosa Zacharias, fiica pasională și inteligentă a proprietarului unui cazinou.

## Distribuție
- Laurence Harvey – John Buchanan, Jr.
- Geraldine Page – Alma Winemiller
- Rita Moreno – Rosa Zacharias
- Una Merkel – doamna Winemiller
- John McIntire – doctorul Buchanan
- Thomas Gomez – Papa Zacharias
- Pamela Tiffin – Nellie Ewell
- Malcolm Atterbury – reverendul Winemiller
- Lee Patrick – doamna Ewell
- Max Showalter – Roger Doremus (ca Casey Adams)
- Earl Holliman – Archie Kramer
- Pepe Hern – Nico
- Margaret Blye (nemenționată)

## Premii și nominalizări
Filmul a fost nominalizat pentru patru Premii Oscar:
- Cea mai bună actriță (Geraldine Page)
- Cea mai bună actriță în rol secundar (Una Merkel)
- Cele mai bune decoruri (Hal Pereira, Walter H. Tyler, Samuel M. Comer, Arthur Krams)
- Cea mai bună coloană sonoră (Elmer Bernstein).

Filmul este recunoscut de Institutul American de Film în următoarele liste:
- 2005: Nominalizare la AFI's 100 Years of Film Scores